# Nobunaga Shimazaki
Nobunaga Shimazaki (島﨑 信長?, Shimazaki Nobunaga; Prefettura di Miyagi, 6 dicembre 1988) è un doppiatore giapponese affiliato alla Aoni Production. È noto per aver doppiato Shinichi Izumi in Kiseiju - L'ospite indesiderato, Yuno in Black Clover, Mahito in Jujutsu Kaisen e Baki Hanma in Baki (2018).

## Ruoli

### Anime

#### Serie televisive
2009
- Anyamaru tantei Kiruminzuu (Hayate Chii)

2010
- SD Gundam Sangokuden Brave Battle Warriors (Son Ken Gundam)
- Giant Killing (Shingo Yano)

2011
- Battle Spirits: Heroes (Antony Stark)
- Fate/Zero (Assassin, ep 3)
- Nurarihyon no mago: sennen makyō (Te no Me)
- Sekai-ichi hatsukoi (editore, ep 1; ospite, ep 6)
- Sekai-ichi hatsukoi 2 (editore)
- Shakugan no Shana III (Final) (Orobas)
- Sket Dance (Eiichi Hiraizumi, ep 33-34)

2012
- Waiting in the Summer (Kaito Kirishima)
- Kuroko's Basket (Ryō Sakurai)
- Tari Tari (Taichi Tanaka)
- Say I Love You (Kenji Nakanishi)

2013
- Silver Spoon (Shinnosuke Aikawa)
- Free! Iwatobi Swim Club (Haruka Nanase)
- Date A Live (Shidō Itsuka)
- Photo Kano (Kazuya Maeda)
- Free! (Haruka Nanase)
- Ace of Diamond (Satoru Furuya)

2014
- Kiseiju - L'ospite Indesiderato (Shinichi Izumi)
- Daimidaler: Prince vs. Penguin Empire (Kōichi Madanbashi)
- Free! Eternal Summer (Haruka Nanase)
- Pupa (Utsutsu Hasegawa)
- Buddy Complex (Tarjim Vasily)
- Nobunagun (Mahesh Mirza/Mahatma Gandhi)
- Nobunaga the Fool (Oda Nobukatsu)
- Date A Live II (Shidō Itsuka)
- Soredemo sekai wa utsukushii (Livius I)
- Glasslip (Yukinari Imi)
- Free! Eternal Summer (Haruka Nanase)
- Buddy Complex kanketsu-hen: ano sora ni kaeru mirai de (Tarjim Vasily)
- Wolf Girl & Black Prince (Yoshito Kimura)
- Gonna be the Twin-Tail!! (Sōji Mitsuka)
- World Trigger (Hyuse)
- Orenchi no furo jijō (Tatsumi)

2015
- Assassination Classroom (The Reaper)
- Sōkyū no Fafner: Exodus (Mikado Reo)
- My Love Story!! (Makoto Sunakawa)
- Mikagura School Suite (Shigure Ninomiya)
- Vampire Holmes (Hudson)
- Aquarion Logos (Akira Kaibuki)
- Makura no danshi (Nao Sasayama)

2016
- The Disastrous Life of Saiki K (Shun Kaidō)
- Handa-Kun (Sei Handa)
- Active Raid (Takeru Kuroki)
- Koro Sensei Quest! (The Reaper)
- Fate/Grand Order: First Order (Ritsuka Fujimaru)
- ClassicaLoid (Sōsuke Kagura)
- Hai to gensō no Grimgar (Manato)
- Haruchika (Maren Sei)
- Kiznaiver (Tsuguhito Yuta)
- Rainbow Days (Keiichi Katakura)
- Servamp (Licht Jekylland Todoroki)
- Shōnen maid (Madoka Taketori)
- Watashi ga motete dōsunda (Asuma Mutsumi)

2017
- Black Clover (Yuno)
- Children of the Whales (Suoh)
- Fate/Grand Order: Moonlight/Lostroom (Ritsuka Fujimaru)
- Kuzu no Honkai (Mugi Awaya)
- -Myu 2	(Riku Ageha)
- Eromanga Sensei (Kunimitsu Shidō)
- Kabukibu! (Hanamichi Niwa)
- Shōkoku no Altair (Kiliç Orhan)

2018
- Baki (Baki Hanma)
- Sword Art Online: Alicization (Eugeo)
- Lupin III - Ritorno alle Origini (Goro Yatagarasu)
- SWORDGAI The Animation (Shin Matoba)
- Free! Drive to the Future (Haruka Nanase)
- Mr. Tonegawa: Middle Management Blues (Jiro Saemonsaburo)

2019
- The Disastrous Life of Saiki K.: Reawakened (Shun Kaidou)
- Fruits Basket (Yuki Soma)
- Lupin III - Prigioniero del Passato (Goro Yatagarasu)
- Fate/Grand Order - Absolute Demonic Front: Babylonia (Ritsuka Fujimaru)
- Kanata no Astra - Astra lost in space (Charce Lacroix)

2020
- Jujutsu Kaisen (Mahito)
- Haikyu!! To The Top (Suna Rintarou)

2021
- Baki Hanma (Baki Hanma)
- Lupin III - Sesta Serie (Goro Yatagarasu)
- The World Ends With You (Eiji Oji)
- Bottom-tier Character Tomozaki (Takahiro Mazuaawa)

2022
- Blue Lock (Seishiro Nagi)
- Raven of the Inner Palace (Wen Ying)

2023
- Tokyo Revengers (Izana Kurokawa)
- The Dangers in My Heart (Haruya Nanjō)

2025
- To Be Hero X (E-Seoul)[2]

#### Film d'animazione
2013
- Aura: Koga Maryuin's Last War (Ichirō Satō)
- A Certain Magical Index: The Movie - The Miracle of Endymion (Crow 7)

2015
- High Speed! Free! Starting Days (Haruka Nanase)
- Date A Live The Movie: Mayuri Judgement (Shido Itsuka)

2016
- Your Name. (Tsukasa Fujii)

2017
- Free! -Take Your Marks- (Haruka Nanase)
- Free! -Timeless Medley- The Promise (Haruka Nanase)
- Free! -Timeless Medley- The Bond (Haruka Nanase)
- Blame! (Fusata)
- Trinity Seven: Eternity Library & Alchemic Girl (Last Trinity)

2019
- Free! -Road to the World- The Dream (Haruka Nanase)
- Code Geass: Lelouch of the Re;surrection (Shesthaal Forgnar)

2020
- Fate/Grand Order The Movie Divine Realm of the Round Table: Camelot Wandering; Agateram (Ritsuka Fujimaru)

2021
- Fate/Grand Order The Movie Divine Realm of the Round Table: Camelot Paladin; Agateram (Ritsuka Fujimaru)
- Free! -The Final Stroke- Part 1 (Haruka Nanase)

2022
- Free! -The Final Stroke- Part 2 (Haruka Nanase)

2024
- Gods' Games We Play (Fay)[3]
- Hokkaido Gals Are Super Adorable! (Tsubasa Shiki)[4]

2025
- Sakamoto Days (Shin Asakura)[5]

### Drama-CD
- Vanquish Brothers (Nobunaga)
- WRITERZ (Ran Hirukawa)
- Heart no Kakurega (Kawakura Haruto)
- Hana no Bakumatsu Koi Suru Cho (Soji Okita)
- Kiss x Kiss Vol.24
- humANdroid Vol. 03 Type H

## Videogiochi
2010
- God Eater Burst (Federico Caruso)

2012
- Fist of the North Star: Ken's Rage 2 (Souther (giovane))

2013
- Dynasty Warriors 8 (Guan Xing)
- Geten no hana (Mori Ranmaru)
- Kamen Rider: Battride War (Kamen Rider Kuuga/Yusuke Godai)
- Super Robot Wars UX (Sun Quan/Sonken Gundam)

2014
- Granblue Fantasy (Jamil)
- Super Smash Bros. per Nintendo 3DS e Wii U (Corrin (maschio))
- Shining Resonance (Yuuma Irvan)

2015
- Mobius Final Fantasy (Wol)
- Closers (Haruto Kaguragi)
- Xenoblade Chronicles X (HB)
- Fire Emblem: Fates (Corrin (maschio), Kana (maschio))
- Fate/Grand Order (Archer/Arjuna, Avenger/Edmond Dantes)
- BlazBlue: Central Fiction (Naoto Kurogane)

2016
- Sword Art Online: Hollow Realization (Eugeo)

2017
- Fire Emblem Heroes (Kyza, Corrin (maschio), Kana (maschio), Anankos)
- Fire Emblem Warriors (Corrin (maschio))
- Dragon Quest Rivals (Hussar, Principe Farsis)
- Xenoblade Chronicles 2 (Akhos)

2018
- BlazBlue: Cross Tag Battle (Naoto Kurogane)
- Super Smash Bros. Ultimate (Corrin (maschio))
- Dragalia Lost (Aldred, Barbatos)

2019
- Pokémon Masters EX (Artemisio)
- Astral Chain (Akira Howard (maschio))
- Dragon Quest XI S: Echi di un'era perduta - Edizione Definitiva (Principe Farsis)
- Sakura Wars (videogioco 2019) (Arthur)

2020
- Disney: Twisted Wonderland (Silver)
- Olympia Soiree (Riku)
- Genshin Impact (Kaedehara Kazuha)

2021
- BlazBlue Alternative: Dark War (Naoto Kurogane)
- Samurai Warriors 5 (Nobunaga Oda)
- Melty Blood: Type Lumina (The Count of Monte Cristo/Edmond Dantes)

2022
- Echoes of Mana (Shiloh)
- JoJo's Bizarre Adventure: All Star Battle R (Tooru)
- Dragon Quest Treasures (Gustav, vari mostri)

2023
- Silent Hope (Wanderer)
- Fate/Samurai Remnant (Rogue Archer/Arjuna)
- Dragon Quest X: Rise of the Five Tribes Offline (Hussar)

2024
- Jujutsu Kaisen Cursed Clash (Mahito)